# TOP500
Le TOP500 est un projet de classification, par ordre décroissant, des 500 superordinateurs les plus puissants au monde.
Depuis juin 1993, le projet met à jour sa liste tous les six mois :
- en juin lors de l'International Supercomputing Conference, qui a lieu en Allemagne[1] ;
- en novembre pendant l'ACM/IEEE Supercomputing Conference, qui a lieu aux États-Unis et est organisée par l'IEEE et l'Association for Computing Machinery.

Le TOP500 est réalisé par Hans Meuer de l'université de Mannheim en Allemagne, Jack Dongarra de l'université du Tennessee à Knoxville, Erich Strohmaier et Horst Simon du National Energy Research Scientific Computing Center (NERSC) du Lawrence Berkeley National Laboratory (LBL).
Le logiciel de test est LINPACK, un test de performance (benchmark) écrit en Fortran, contesté en 2010 mais qui, à défaut de mieux, sert pour l'instant à donner un aperçu relativement fiable de la performance des superordinateurs connus. Il effectue ces calculs sur des nombres d'une longueur de 64 bits.
Le développement des supercalculateurs se déroule dans un contexte de compétition économique et politique entre les nations développées. Il y a encore quinze ans, le TOP500 ne comptait aucun ordinateur d'origine chinoise. En 2016, la Chine détient 167 places dans ce classement et dépasse ainsi les Américains, qui en comptent 165,. En 2020, l'écart se creuse, la Chine étant largement à la première place. Depuis juin 2023 toutefois, les États-Unis sont de nouveau à la première place.
Certains grands systèmes ne figurent pas sur la liste. Le plus grand exemple est celui des Blue Waters (en) du National Center for Supercomputing Applications (NCSA), celui-ci ayant annoncé publiquement la décision de ne pas participer à la liste parce qu'ils ne pensent pas que cela indique avec précision la capacité d'un système à faire un travail utile. D'autres organisations décident de ne pas lister les systèmes pour des raisons de sécurité et/ou de compétitivité commerciale. Les machines spécialement conçues pour une certaine tâche et qui ne sont pas capables ou n'exécutent pas le benchmark LINPACK n'ont pas été incluses, comme RIKEN MDGRAPE-3 et MDGRAPE-4 (en).

## Top 10
| Rang | Nom                  | Architecture           | Bus d'interconnexion               | Constructeur            | Opérateur                                   | Pays       | Cœurs      | Rmax Rpeak (pétaFLOPS) | Puissance (kW) |
| ---- | -------------------- | ---------------------- | ---------------------------------- | ----------------------- | ------------------------------------------- | ---------- | ---------- | ---------------------- | -------------- |
| 1    | Frontier             | HPE Cray EX235a        | Slingshot-11                       | HPE                     | DOE/SC/ORNL                                 | États-Unis | 8 699 904  | 1194,00 1679,82        | 22 703         |
| 2    | Supercomputer Fugaku | Supercomputer Fugaku   | Tofu interconnect D                | Fujitsu                 | RIKEN Center for Computational Science      | Japon      | 7 630 848  | 442,01 537,21          | 29 899         |
| 3    | LUMI                 | HPE Cray EX235a        | Slingshot-11                       | HPE                     | EuroHPC/CSC                                 | Finlande   | 2 220 288  | 309,10 428,70          | 6 016          |
| 4    | Leonardo             | BullSequana XH2000     | Quad-rail NVIDIA HDR100 Infiniband | Atos                    | EuroHPC/CINECA                              | Italie     | 1 824 768  | 238,70 304,47          | 7 404          |
| 5    | Summit               | IBM Power System AC922 | Dual-rail Mellanox EDR Infiniband  | IBM                     | DOE/SC/ORNL                                 | États-Unis | 2 414 592  | 148,60 200,79          | 10 096         |
| 6    | Sierra               | IBM Power System AC922 | Dual-rail Mellanox EDR Infiniband  | IBM / NVIDIA / Mellanox | DOE/NNSA/LLNL                               | États-Unis | 1 572 480  | 94,64 125,71           | 7438           |
| 7    | Sunway TaihuLight    | Sunway MPP             | Sunway                             | NRCPC                   | National Supercomputing Center in Wuxi      | Chine      | 10 649 600 | 93,01 125,44           | 15 371         |
| 8    | Perlmutter           | HPE Cray EX235n        | Slingshot-10                       | HPE                     | DOE/SC/LBNL/NERSC                           | États-Unis | 761 856    | 70,87 93,75            | 2 589          |
| 9    | Selene               | NVIDIA DGX A100        | Mellanox HDR Infiniband            | Nvidia                  | NVIDIA Corporation                          | États-Unis | 555 520    | 63,46 79,22            | 2 646          |
| 10   | Tianhe-2A            | TH-IVB-FEP Cluster     | TH Express-2, Matrix-2000          | NUDT                    | National Super Computer Center in Guangzhou | Chine      | 4 981 760  | 61,44 100,68           | 18 482         |

Lexique :
- FLOPS est une unité de mesure désignant les opérations par seconde. Cette unité fait ici référence à des calculs en virgule flottante double précision (DP) de 64 bits[note 1] normalisé par l'IEEE. Habituellement exprimé en GFlops (gigaFlops) (milliards d'opérations par seconde), depuis l'année 2008 on parle de Tflops (téraFlops) (mille fois plus) voire de Pflops (pétaFlops) (un million de fois plus) ;
- HPL benchmark (Highly-Parallel LINPACK benchmark[9]) est le logiciel de test effectuant des calculs mathématiques sur des superordinateurs parallèles sur la base de LINPACK.

Les résultats de chaque superordinateur sont :
- Rang : rang obtenu de la machine dans le classement ;
- Cœurs : nombre de cœurs dans la machine ;
- Rmax : performance LINPACK maximale en FLOPS pour le plus gros problème tournant sur la machine ;
- Rpeak : performance théorique en FLOPS de la machine.

Somme de la puissance de calcul des 500 meilleurs supercalculateurs mondiaux de 1993 à 2008. Source : TOP500.
Puissance de calcul des 500 meilleurs supercalculateurs mondiaux en novembre 2009 par pays.

## Par pays
Le tableau ci-dessous liste le nombre de superordinateurs du TOP500 dans chacun des pays ou territoires répertoriés. Il ne tient évidemment pas compte des supercalculateurs qui ne sont pas dans le TOP500, et ceux qui sont sortis de cette liste au fil des années.
| Pays ou territoire  | Nombre de systèmes |
| ------------------- | ------------------ |
| États-Unis          | 173                |
| Chine               | 63                 |
| Allemagne           | 40                 |
| Japon               | 34                 |
| France              | 24                 |
| Italie              | 14                 |
| Royaume-Uni         | 14                 |
| Corée du Sud        | 13                 |
| Pays-Bas            | 10                 |
| Canada              | 9                  |
| Brésil              | 9                  |
| Pologne             | 8                  |
| Suède               | 8                  |
| Taïwan              | 7                  |
| Arabie saoudite     | 7                  |
| Russie              | 6                  |
| Inde                | 6                  |
| Norvège             | 6                  |
| Suisse              | 5                  |
| Australie           | 4                  |
| Singapour           | 4                  |
| Irlande             | 4                  |
| Espagne             | 3                  |
| Tchéquie            | 3                  |
| Finlande            | 3                  |
| Autriche            | 3                  |
| Émirats arabes unis | 3                  |
| Thaïlande           | 2                  |
| Slovénie            | 2                  |
| Bulgarie            | 2                  |
| Turquie             | 2                  |
| Israël              | 1                  |
| Maroc               | 1                  |
| Hongrie             | 1                  |
| Islande             | 1                  |
| Luxembourg          | 1                  |
| Belgique            | 1                  |
| Argentine           | 1                  |
| Danemark            | 1                  |
| Portugal            | 1                  |

## Par nombre de systèmes
Par nombre de systèmes en 2024:
| Type processeur                 | Nombre de systèmes |
| ------------------------------- | ------------------ |
| AMD Zen-3 (Milan)               | 71                 |
| Xeon Gold 62xx (Cascade Lake)   | 70                 |
| AMD Zen-2 (Rome)                | 61                 |
| Xeon Platinum (Sapphire Rapids) | 57                 |
| Xeon Gold (Skylake)             | 42                 |

| Constructeur               | Nombre de systèmes |
| -------------------------- | ------------------ |
| Lenovo                     | 161                |
| Hewlett Packard Enterprise | 116                |
| Eviden                     | 51                 |
| Dell                       | 37                 |
| Nvidia                     | 27                 |

| Constructeur             | Nombre de systèmes |
| ------------------------ | ------------------ |
| Linux                    | 190                |
| CentOS                   | 34                 |
| HPE Cray OS              | 26                 |
| Red Hat Enterprise Linux | 24                 |
| Cray Linux Environment   | 17                 |

Note : tous les systèmes d'exploitation du TOP500 utilisent Linux, mais le Linux indiqué ci-dessus est « générique ».

## Classement selon des critères d'informatique verte
Les nouveaux besoins en matière de développement durable ont poussé les professionnels à classer les ordinateurs selon des critères d'informatique verte. Le Green 500 classe les superordinateurs de la liste TOP500 en matière d'efficacité énergétique. Celle-ci est mesurée selon des critères de Green 500, et mesurée en flops/watt.